# Adrian Marino
Adrian Marino (Iași, 5 settembre 1921 – Cluj-Napoca, 17 marzo 2005) è stato un saggista, critico letterario e storico della letteratura romeno.

## Biografia
Marino si laureò nel 1944 alla facoltà di lettere di Iași e di Bucarest. Fra il 1944 e il 1947, fu assistente-supplente alla cattedra di storia della letteratura romena, di cui era titolare George Călinescu. Già nel 1939 aveva cominciato a scrivere sotto la sua direzione sulla rivista Jurnalul Literar. Al periodo universitario risale la redazione di due volumi sul poeta modernista Alexandru Macedonski: Viața lui Alexandru Macedonski e Opera lui Alexandru Macedonski, che a causa della guerra furono pubblicati solo nel 1965. La loro redazione fu probabilmente ispirata dai saggi di Călinescu su Mihai Eminescu, Viața lui Mihai Eminescu e Opera lui Mihai Eminescu. Consegue il dottorato nel 1946 con una tesi sulla vita di Alexandru Macedonski.
Marino fu arrestato e incarcerato nel 1949 per la riproduzione e la diffusione di testi del personale della scuola dell'Università nazionale della gioventù rurale , attività considerate illegali dal governo comunista. Fu detenuto fino al 1957, poi confinato in un villaggio del Bărăgan, Lătești (che fa parte del comune di Bordușani nel distretto di Ialomița), ove rimane agli arresti domiciliari per altri sei anni, fino al 1963. Fu allora, come riferisce nelle sue memorie, vicino di Elena Codreanu, vedova di Corneliu Zelea Codreanu . Nel 1965 riottiene il diritto di pubblicare e nello stesso anno esce Viața lui Alexandru Macedonski. Nel 1969 ottiene la completa riabilitazione politica e giuridica, e gli sono restituiti tutti i suoi diritti.
Marino è eletto all'Accademia romena e all'Unione degli scrittori. Fra il 1971 e il 1972, compì un soggiorno di specializzazione in Svizzera, sotto la supervisione dell'eminente comparatista René Étiemble, a cui dedicherà un saggio intitolato Étiemble ou Le comparatisme militant pubblicato nel 1982. Dal 1973 al 1980, redasse e diresse la prima rivista di studi letterari romeni a grande tiratura in lingua straniera, i Cahiers roumains d'études littéraires, che lui stesso aveva fondato.. Pubblicò nel 1980 la prima monografia su Mircea Eliade, Hermeneutica lui Mircea Eliade, di cui la traduzione francese, L'herméneutique de Mircea Eliade, apparve l'anno seguente.
Nel 1985 Marino conseguì il prestigioso Premio Herder. Pubblicò in Romania e all'estero libri di teoria letteraria e letteratura comparata. I sei volumi della sua Biografia ideii de literatură, pubblicati fra il 1991 e il 2000, rappresentano la prima enciclopedia letteraria romena completa. Con il suo libro Pentru Europa ("Per l'Europa"), edito nel 1995, si concentra sull'ideologia culturale e dà vita «al vero manifesto dell'europeismo romeno post-comunista». Fu parimenti l'autore di un Dicționar de idei literare ("Dizionario delle idee letterarie", che restò incompiuto. Fu membro dell'Associazione degli scrittori professionisti della Romania.

## Opere
- (RO) Viața lui Alexandru Macedonski, Editura pentru Literatură, 1965.
- (RO) Opera lui Alexandru Macedonski, Editura pentru Literatură, 1967.
- (RO) Introducere în critica literară, Editura Tineretului, 1968.
- (RO) Modern, modernism, modernitate, Editura Univers, 1969.
- (RO) Dicționar de idei literare, I: A-G, Editura Eminescu, 1973.
- (RO) Critica ideilor literare, Editura Dacia, 1974.
- (RO) Ole! España, Editura Eminescu, 1974.
- (RO) Carnete Europene, Editura Dacia, 1974.
- (RO) Prezențe românești și realități europene, Editura Albatros, 1978.
- (RO) Hermeneutica lui Mircea Eliade, Editura Dacia, 1980.
- (FR) Littérature roumaine. Littératures occidentales. Rencontres, Editura Științifică și Enciclopedică, 1981.
- (FR) Étiemble ou Le comparatisme militant, Gallimard, coll. « Les Essais », 1982.
- (RO) Hermeneutica ideii de literatură, Editura Dacia, 1987.
- (FR) Comparatisme et théorie de la littérature, Presses universitaires de France, coll. « Écriture », 1988.
- (RO) Biografia ideii de literatură, vol. I: Antichitate-Baroc, Editura Dacia, 1991.
- (RO) Biografia ideii de literatură, vol. II: Secolul Luminilor, Secolul 19, Editura Dacia, 1992.
- (RO) Evadări în lumea liberă, Institutul European, 1993.
- (RO) Biografia ideii de literatură, vol. III: Secolul 20, Partea I, Editura Dacia, 1994.
- (RO) Pentru Europa. Integrarea României. Aspecte ideologice și culturale, Editura Polirom, 1995.
- (RO) Politică și cultură. Pentru o nouă cultură română, Editura Polirom, 1996.
- (RO) Revenirea în Europa. Idei și controverse românești, 1990-1995, Editura Aius, 1996.
- (RO) Biografia ideii de literatură, vol. IV: Secolul 20, Partea II, Editura Dacia, 1997.
- (RO) Biografia ideii de literatură, vol. V: Secolul 20, Partea III, Editura Dacia, 1998.
- (FR) Presses universitaires de France, coll. « Précis » (a cura di), Précis de littérature européenne, 1998.
- (RO) Biografia ideii de literatură, vol. VI: Secolul 20, Partea IV, Editura Dacia, 2000.
- (RO) Cenzura în România. Schiță istorică introductivă, Editura Aius, 2000.
- (RO) Al treilea discurs: cultură, ideologie și politică în România. În dialog cu Sorin Antohi, Editura Polirom, 2001.
- (RO) Libertate și cenzură în România. Începuturi, Editura Polirom, 2005.
- (RO) Viața unui om singur, 2010.

### Edizione critica
- (RO)  Alexandru Macedonski (studio preliminare, edizione integrale, note e varianti, cronologia e bibliografia di Adrian Marino), Opere, Editura pentru Literatură/Editura Minerva, Bucarest, 1966-1980, 7 voll.

### Opere critiche
- (RO)  Mircea Martin, Singura critica, Bucarest, Cartea Românească, 1986
- (RO)  Constantin M. Popa, Hermeneutica lui Adrian Marino, Craiova, Editura Aius, 1993
- (RO)  Monica Spiridon, Interpretarea fără frontiere, Cluj, Editura Echinox, 1998
- (RO)  Constantin M. Popa, Adrian Marino, Brașov, Editura Aula, 2001
- (RO)  Adrian Dinu Rachieru, Alternativa Marino, Iași, Editura Junimea, 2002